# Grignols (Żyronda)
Grignols – miejscowość i gmina we Francji, w regionie Nowa Akwitania, w departamencie Żyronda.

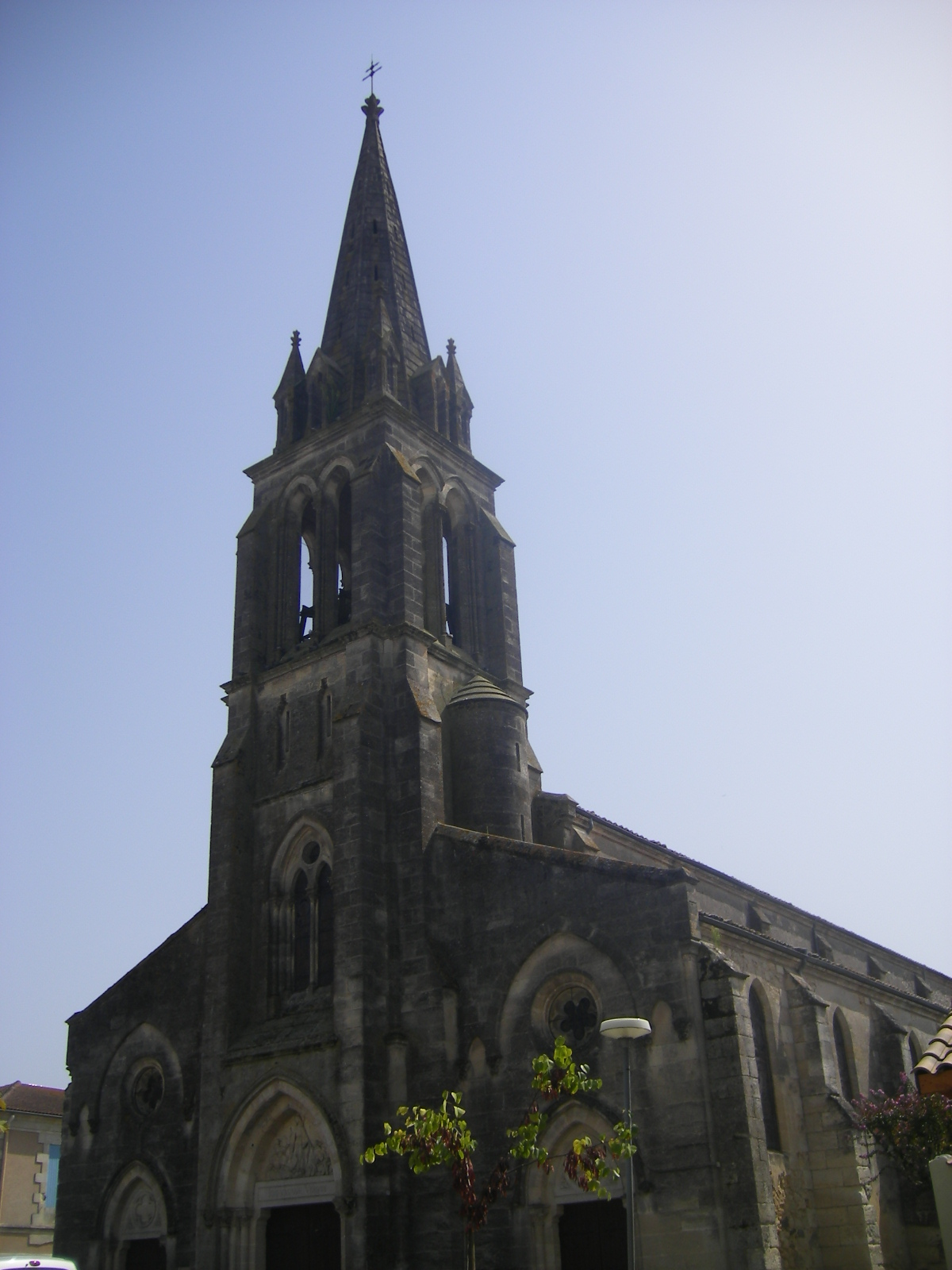

Według danych na rok 1990 gminę zamieszkiwały 1063 osoby, a gęstość zaludnienia wynosiła 47 osób/km² (wśród 2290 gmin Akwitanii Grignols plasuje się na 405. miejscu pod względem liczby ludności, natomiast pod względem powierzchni na miejscu 444.).